# Touring Club Suisse

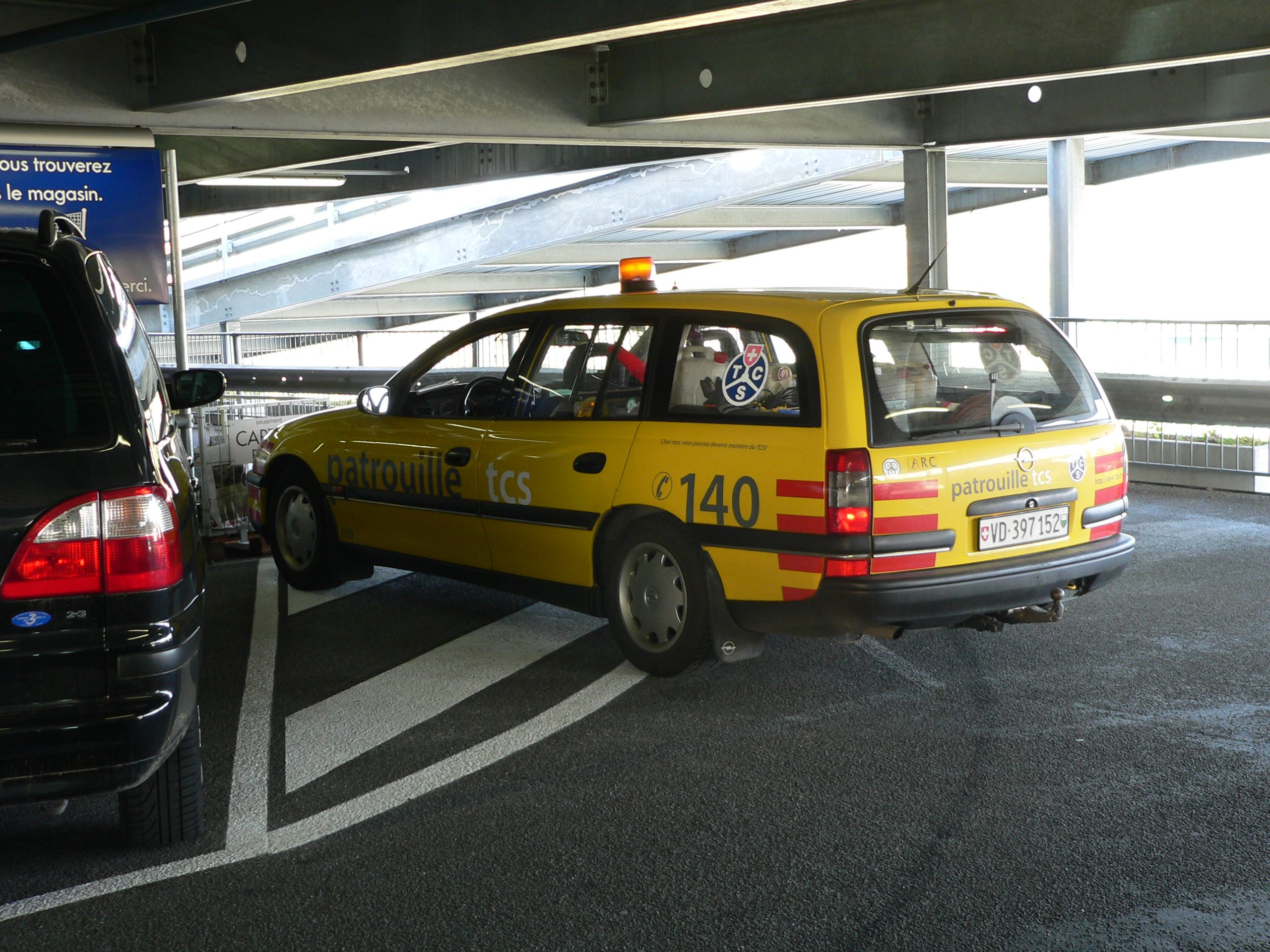
Een wegenwachtvoertuig van TCS

De Touring Club Suisse (TCS) is een vereniging zonder winstoogmerk, met ongeveer 1,5 miljoen leden. Als grootste mobiliteitsclub in Zwitserland biedt de TCS diensten aan zijn leden op het gebied van persoonlijke assistentie, voertuighulp, toerisme en vrije tijd. Bovendien levert de TCS waardevolle maatschappelijke bijdragen met het uitvoeren van tests op alle objecten die verband houden met mobiliteit en door te werken voor de dienst van verkeersveiligheid en elektrische mobiliteit.
De belangrijkste diensten voor de leden van TCS zijn: pechhulp in binnen- en buitenland, rechtsbijstand, autoverzekeringen, creditcards, rijcursussen en recreatie (kamperen en reizen). Bovendien kunnen leden profiteren van extra voordelen en kortingen bij vele aangesloten partners. Zowel in Zwitserland als wereldwijd.